# Новогеоргиевский сельсовет (Дагестан)
Новогеоргиевский сельсовет  — административно-территориальная единица и муниципальное образование со статусом сельского поселения в Тарумовском районе Дагестана Российской Федерации.
Административный центр — село Новогеоргиевка.

## Население
| 2002  | 2010  | 2012  | 2013  | 2014  | 2015  | 2016  |
| ----- | ----- | ----- | ----- | ----- | ----- | ----- |
| 2828  | ↗3226 | ↗3295 | ↗3365 | ↗3429 | ↗3500 | ↗3550 |
| 2017  | 2018  | 2019  | 2020  | 2021  | 2023  | 2024  |
| ↗3602 | ↗3649 | ↗3731 | ↗3767 | ↗3848 | ↗3911 | ↗3957 |
| 2025  |       |       |       |       |       |       |
| ↗4061 |       |       |       |       |       |       |

## Состав
| № | Населённый пункт | Тип населённого пункта       | Население |
| - | ---------------- | ---------------------------- | --------- |
| 1 | Имунный          | село                         | ↗368      |
| 2 | Кузнецовское     | село                         | ↗572      |
| 3 | Новогеоргиевка   | село, административный центр | ↗2908     |

### Упразднённые населённые пункты
Новоромановское Лесничество - упразднённый в 1970-х посёлок; по данным на 1970 год входил в состав Новогеоргиевского сельсовета.